# Olympische Sommerspiele 2004/Teilnehmer (Norwegen)
| Gelbes Symbol für Goldmedaillen mit stilisierten Olympischen Ringen | Graues Symbol für Silbermedaillen mit stilisierten Olympischen Ringen | Braundes Symbol für Bronzemedaillen mit stilisierten Olympischen Ringen |
| ------------------------------------------------------------------- | --------------------------------------------------------------------- | ----------------------------------------------------------------------- |
| 5                                                                   | —                                                                     | 1                                                                       |

Norwegen nahm an den Olympischen Sommerspielen 2004 in der griechischen Hauptstadt Athen mit 52 Sportlern, 17 Frauen und 35 Männern, teil.
Seit 1900 war es die 22. Teilnahme Norwegens bei Olympischen Sommerspielen.

## Flaggenträger
Der Sportschütze Harald Stenvaag trug die Flagge Norwegens während der Eröffnungsfeier im Olympiastadion.

## Medaillengewinner
Mit fünf gewonnenen Gold- und einer Bronzemedaillen belegte das norwegische Team Platz 17 im Medaillenspiegel.

### Gold
| Name                | Sportart       | Wettkampf                           |
| ------------------- | -------------- | ----------------------------------- |
| Eirik Verås Larsen  | Kanu           | Einer-Kajak 1000 Meter              |
| Andreas Thorkildsen | Leichtathletik | Speerwurf                           |
| Gunn-Rita Dahle     | Radsport       | Frauen, Mountainbike, Cross Country |
| Olaf Tufte          | Rudern         | Einer                               |
| Siren Sundby        | Segeln         | Frauen, Europe                      |

### Bronze
| Namen                                   | Sportart | Wettkampf               |
| --------------------------------------- | -------- | ----------------------- |
| Nils Olav Fjeldheim, Eirik Verås Larsen | Kanu     | Zweier-Kajak 1000 Meter |

## Teilnehmer nach Sportarten

### Badminton
- Jim Ronny Andersen
Einzel: 9. Platz

### Gewichtheben
- Stian Grimseth
Superschwergewicht: DNF

### Kanu
- Nils Olav Fjeldheim
Kanurennen, Zweier-Kajak 1000 Meter: Bronze

- Andreas Gjersøe
Kanurennen, Vierer-Kajak 1000 Meter: 5. Platz

- Eirik Verås Larsen
Kanurennen, Einer-Kajak 500 Meter: 4. Platz
Kanurennen, Einer-Kajak 1000 Meter: Gold 
Kanurennen, Zweier-Kajak 1000 Meter: Bronze

- Mattis Næss
Kanurennen, Vierer-Kajak 1000 Meter: 5. Platz

- Jacob Norenberg
Kanurennen, Vierer-Kajak 1000 Meter: 5. Platz

- Alexander Wefald
Kanurennen, Vierer-Kajak 1000 Meter: 5. Platz

### Leichtathletik
- Marius Bakken
5000 Meter: Vorläufe

- Ronny Nilsen
Speerwurf: 27. Platz in der Qualifikation

- Trond Nymark
50 Kilometer Gehen: 13. Platz

- Jim Svenøy
3000 Meter Hindernis: Vorläufe

- Andreas Thorkildsen
Speerwurf: Gold

- Hans Olav Uldal
Zehnkampf: 27. Platz

- Stine Larsen
Frauen, Marathon: 24. Platz

- Trine Pilskog
Frauen, 1500 Meter: Vorläufe

- Kjersti Plätzer
Frauen, 20 Kilometer Gehen: 12. Platz

### Radsport
- Kurt Asle Arvesen
Straßenrennen: 9. Platz
Einzelzeitfahren: 28. Platz

- Morten Hegreberg
Straßenrennen: DNF

- Thor Hushovd
Straßenrennen: DNF
Einzelzeitfahren: 32. Platz

- Mads Kaggestad
Straßenrennen: DNF

- Lene Byberg
Frauen, Straßenrennen: 48. Platz

- Gunn-Rita Dahle
Frauen, Mountainbike, Cross Country: Gold

- Linn Torp
Frauen, Straßenrennen: 53. Platz

- Anita Valen de Vries
Frauen, Straßenrennen: 14. Platz
Frauen, Einzelzeitfahren: 22. Platz

### Ringen
- Fritz Aanes
Mittelgewicht: 15. Platz

### Rudern
- Morten Adamsen
Doppelzweier: 7. Platz

- Nils-Torolv Simonsen
Doppelzweier: 7. Platz

- Olaf Tufte
Einer: Gold

### Schießen
- Espen Berg-Knutsen
Luftgewehr 10 Meter: 41. Platz
Kleinkaliber Dreistellungskampf 50 Meter: 22. Platz
Kleinkaliber liegend 50 Meter: 16. Platz

- Harald Jensen
Skeet: 6. Platz

- Leif Steinar Rolland
Luftgewehr 10 Meter: 18. Platz

- Harald Stenvaag
Kleinkaliber Dreistellungskampf 50 Meter: 30. Platz
Kleinkaliber liegend 50 Meter: 16. Platz

- Erik Watndal
Skeet: 8. Platz

### Schwimmen
- Alexander Dale Oen
100 Meter Brust: 21. Platz

### Segeln
- Frode Bovim
49er: 4. Platz

- Peer Moberg
Laser: 21. Platz

- Christoffer Sundby
49er: 4. Platz

- Karianne Eikeland
Frauen, Yngling: 9. Platz

- Lise Birgitte Fredriksen
Frauen, Yngling: 9. Platz

- Beate Kristiansen
Frauen, Yngling: 9. Platz

- Jannicke Stålstrøm
Frauen, Windsurfen: 11. Platz

- Siren Sundby
Frauen, Europe: Gold

### Taekwondo
- Nina Solheim
Frauen, Klasse bis 67 Kilogramm: 7. Platz

### Volleyball (Beach)
- Iver Horrem
Herrenwettkampf: 19. Platz

- Vegard Høidalen
Herrenwettkampf: 9. Platz

- Jørre Kjemperud
Herrenwettkampf: 9. Platz

- Bjørn Maaseide
Herrenwettkampf: 19. Platz

- Susanne Glesnes
Frauenwettkampf: 17. Platz

- Nila Håkedal
Frauenwettkampf: 19. Platz

- Kathrine Maaseide
Frauenwettkampf: 17. Platz

- Ingrid Tørlen
Frauenwettkampf: 19. Platz